# Хрединская волость

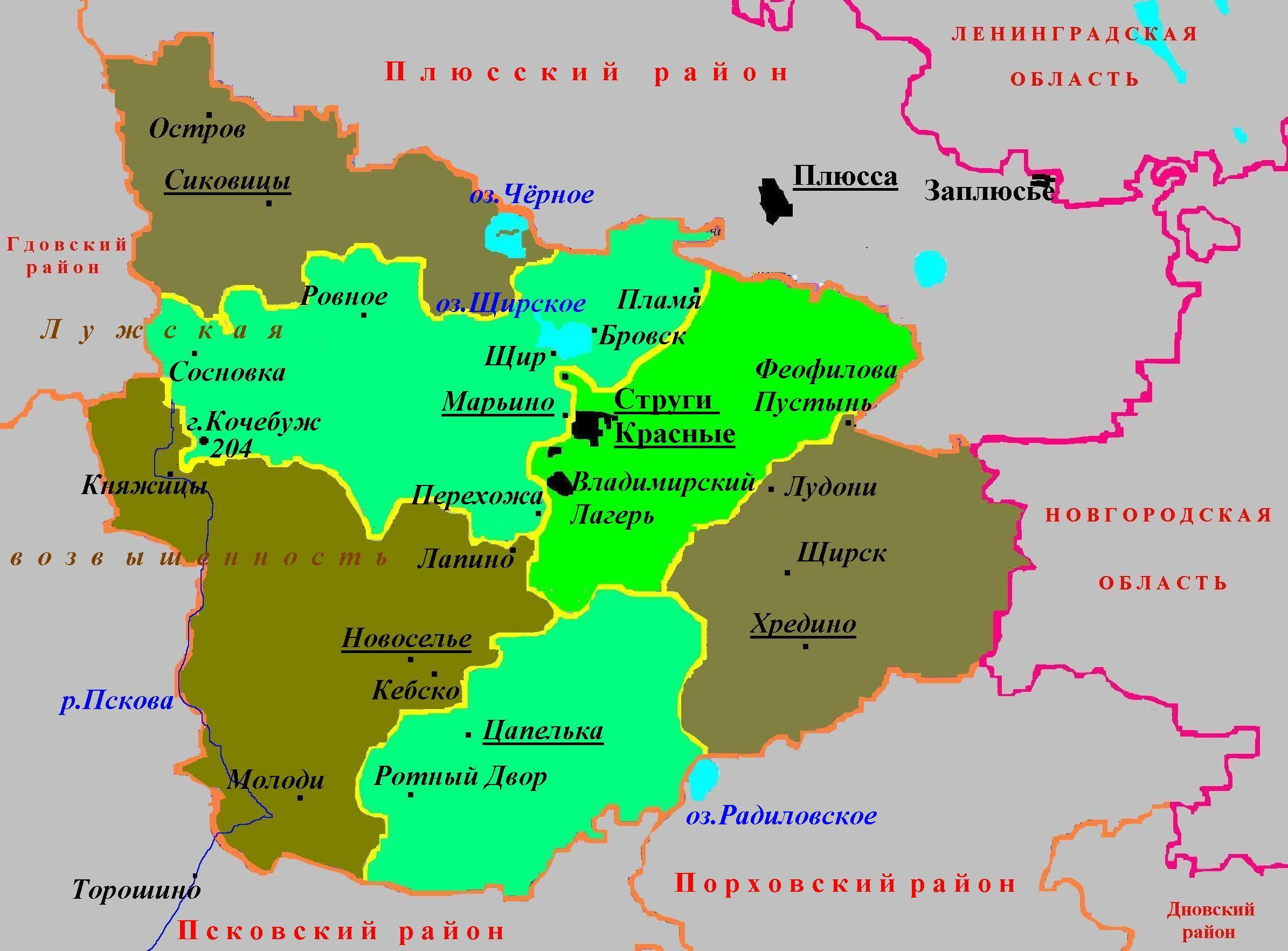
Административное деление Струго-Красненского района в 2010—2015 годах

Хрединская волость — упразднённые административно-территориальная единица 3-го уровня и муниципальное образование со статусом сельского поселения в Струго-Красненском районе Псковской области России.
Административный центр — деревня Хредино.

## География
Территория волости граничила на юго-западе с Цапельской, на северо-западе — с муниципальным образованием городское поселение Струги Красные, на юге — с Порховским районом, на востоке — с Новгородской областью.
На территории бывшей волости расположены озёра: Ситенское (1,2 км², глубиной до 9,0 м), Выскодно (0,8 км², глубиной до 8,0 м) и др.

## Население
| 2002 | 2010 | 2012 | 2013 | 2014 | 2015 |
| ---- | ---- | ---- | ---- | ---- | ---- |
| 1218 | ↘829 | ↘789 | ↘757 | ↘741 | ↘712 |

## Населённые пункты
В состав Хрединской волости входили 25 деревень: Бабкино, Бородкино, Велени, Всини, Горбы, Горки, Дертины, Залазы, Замушки, Збуд, Комарино, Лазуни, Лежно, Лудони, Поречье, Раменье, Слезово, Теребуни, Турея, Феофилова Пустынь, Хредино, Череменка, Шабаново, Ширск, Ягодно.

## История
Территория этой бывшей волости в 1927 году вошла в Новосельский район в виде ряда сельсоветов, в том числе Хрединского сельсовета.
В ноябре 1928 года Поречский сельсовет был присоединён к Хрединскому сельсовету. С 1 января 1932 до 15 февраля 1935 года все сельсоветы Новосельского района временно были переданы в Струго-Красненский район, затем Новосельский район был восстановлен в прежнем составе.
Указом Президиума Верховного Совета РСФСР от 14 января 1958 года Новосельский район был снова упразднён и все его сельсоветы вновь были переданы в Струго-Красненский район.
Решением Псковского облисполкома от 26 октября 1959 года Горбовский сельсовет был включён в Хрединский сельсовет.
Постановлением Псковского областного Собрания депутатов от 26 января 1995 года все сельсоветы в Псковской области были переименованы в волости, в том числе Хрединский сельсовет был превращён в Хрединскую волость.
Законом Псковской области от 28 февраля 2005 года в составе муниципального образования Струго-Красненский район со статусом муниципального района было также создано муниципальное образование Хрединская волость со статусом сельского поселения с 1 января 2006 года.
В апреле 2015 года Хрединская волость была упразднена и включена в состав Новосельской волости.